# 莆田市人民政府
莆田市人民政府，是中华人民共和国福建省下辖的一个地级市政府机构。

## 沿革
1983年9月9日，中华人民共和国国务院将原莆田地区下辖的莆田、仙游二县划出设地级莆田市，政府驻于城厢区。莆田市人民政府与原莆田地区行政公署有较大的区别。

## 职权
根据《中华人民共和国地方各级人民代表大会和地方各级人民政府组织法》第七十三条，县级以上的地方各级人民政府行使下列职权：
1. 执行本级人民代表大会及其常务委员会的决议，以及上级国家行政机关的决定和命令，规定行政措施，发布决定和命令；
2. 领导所属各工作部门和下级人民政府的工作；
3. 改变或者撤销所属各工作部门的不适当的命令、指示和下级人民政府的不适当的决定、命令；
4. 依照法律的规定任免、培训、考核和奖惩国家行政机关工作人员；
5. 编制和执行国民经济和社会发展规划纲要、计划和预算，管理本行政区域内的经济、教育、科学、文化、卫生、体育、城乡建设等事业和生态环境保护、自然资源、财政、民政、社会保障、公安、民族事务、司法行政、人口与计划生育等行政工作；
6. 保护社会主义的全民所有的财产和劳动群众集体所有的财产，保护公民私人所有的合法财产，维护社会秩序，保障公民的人身权利、民主权利和其他权利；
7. 履行国有资产管理职责；
8. 保护各种经济组织的合法权益；
9. 铸牢中华民族共同体意识，促进各民族广泛交往交流交融，保障少数民族的合法权利和利益，保障少数民族保持或者改革自己的风俗习惯的自由，帮助本行政区域内的民族自治地方依照宪法和法律实行区域自治，帮助各少数民族发展政治、经济和文化的建设事业；
10. 保障宪法和法律赋予妇女的男女平等、同工同酬和婚姻自由等各项权利；
11. 办理上级国家行政机关交办的其他事项。

## 机构设置
根据有关规定，莆田市人民政府设置下列机构：

### 工作部门
- 莆田市人民政府办公室
- 莆田市公安局
- 莆田市工业和信息化局
- 莆田市农业农村局
- 莆田市司法局
- 莆田市审计局
- 莆田市生态环境局
- 莆田市海洋与渔业局
- 莆田市人力资源和社会保障局
- 莆田市财政局
- 莆田市民族与宗教事务局
- 莆田市城市管理局
- 莆田市应急管理局
- 莆田市林业局
- 莆田市国有资产监督管理委员会
- 莆田市地震局
- 莆田市文化和旅游局
- 莆田市体育局
- 莆田市科学技术局
- 莆田市统计局
- 莆田市退役军人事务局
- 莆田市民政局
- 莆田市医疗保障局
- 莆田市市场监督管理局
- 莆田市自然资源局
- 莆田市发展与改革委员会
- 莆田市教育局
- 莆田市住房和城乡建设局
- 莆田市交通运输局
- 莆田市水利局
- 莆田市商务局
- 莆田市卫生健康委员会

### 直属事业单位
- 莆田市供销合作社联合社
- 莆田市二轻工业联社
- 莆田市公积金管理中心
- 莆田市机关事务管理处

## 历任领导
下表列出历任莆田市人民政府市长：
- 王文泰，福建晋江人，1983年12月-1984年12月在任。
- 陈桂宗，福建惠安人，1984年12月-1990年12月在任。
- 许开瑞，福建泉州人，1990年12月-1992年4月在任。
- 吴建华，福建仙游人，1992年4月-1998年8月在任。
- 陈少勇，福建龙海人，1998年8月-2002年5月在任。
- 詹　毅，福建福安人，2002年5月-2006年8月在任。
- 张国胜，福建平和人，2006年8月-2010年4月在任。
- 梁建勇，山西阳城人，2010年5月-2013年2月在任。
- 翁玉耀，福建福清人，2013年2月-2016年8月在任。
- 李建辉，福建厦门人，2016年8月-2021年8月在任。
- 林旭阳，福建莆田人，2021年8月-2024年10月在任
- 戴龙成，江苏盐城人，2024年10月上任。